# Ghigi (equip ciclista)
L'equip Ghigi va ser un equip ciclista italià, de ciclisme en ruta que va competir entre 1958 i 1962. Estava dirigit per l'exciclista Luciano Pezzi.

## Principals resultats
- A través de Flandes: Willy Vannitsen (1958)
- Giro de Toscana: André Vlayen (1958)
- Fletxa de Heist: André Vlayen (1958), Leopold Schaeken (1959)
- Coppa Cicogna: Idrio Bui (1958), Livio Trapè (1961)
- Coppa Sabatini: Rino Benedetti (1959)
- Giro de Campània: Rino Benedetti (1959), Livio Trapè (1961)
- Giro del Vèneto: Rino Benedetti (1959), Angelino Soler (1962)
- Coppa Collecchio: Guido Carlesi (1959)
- Giro dels Abruços: Mario Zanchi (1961)
- Copa Sels: Jos Hoevenaers (1961)
- Giro de la Província de Reggio de Calàbria: Luigi Sarti (1962)
- Giro de la Romanya: Diego Ronchini (1962)
- Trofeu Matteotti: Pierino Baffi (1962)
- Coppa Bernocchi: Pierino Baffi (1962)
- Milà-Màntua: Pierino Baffi (1962)
- Milà-Vignola: Vendramino Bariviera (1962)

### A les grans voltes
- Giro d'Itàlia
  - 5 participacions (1958, 1959, 1960, 1961, 1962)
  - 5 victòries d'etapa:
    - 1 el 1958: Willy Vannitsen
    - 1 el 1959: Rino Benedetti
    - 3 el 1962: Angelino Soler (3)

  - 0 classificació finals:
  - 1 classificació secundària:
    - Gran Premi de la muntanya: Angelino Soler (1962)

- Tour de França
  - 1 participació (1962)
  - 1 victòria d'etapa:
    - 1 el 1962: Mario Minieri

- Volta a Espanya
  - 0 participacions